# Лулеэльвен
Лу́леэ́львен (швед. Lule älv или Luleälven, северносаам. Julevädno) — крупная река на севере Швеции. Иногда в литературе на русском языке в качестве русского названия реки используется топоним Луле.
Это вторая река в лене Норрботтен по длине и площади водосбора (после Турнеэльвен) и самая крупная по расходу воды. Бассейн реки составляет 25 240 км², из которых 24 545 км² в Швеции и 695 км² в Норвегии.
Образуется у населённого пункта Вуоллерим слиянием рек Лилла-Лулеэльвен и Стура-Лулеэльвен, берущих начало в озёрах Скандинавских гор на границе с Норвегией. Впадает в Ботнический залив в городе Лулео.
Лулеэльвен — важный источник гидроэнергии — водохранилище Аккаяуре одно из крупнейших в стране. Ранее, до начала 80-х гг., река также служила для транспортировки древесины, которая сплавлялась для обработки в Лулео. На реке имеется несколько порогов, наиболее значительные из которых — Стура и Хашпронгет.